# Musée Savonet de Curaçao
Le Musée Savonet est un musée situé au nord-ouest Willemstad sur l'île de Curaçao.

## Historique
Le musée Savonet, est le plus récent musée de Curaçao, est un concept unique situé au cœur du Christoffelpark, la plus grande réserve naturelle de l’île. Établi dans une ancienne maison de plantation, appelée landhuis, ayant appartenu à la plantation de Savonet, il offre un aperçu de la vie des anciens habitants de la région, riche en informations et points de vue privilégiés depuis les premiers Indiens Arawak qui sont venus sur l'île il y a presque 4000 ans jusqu'à nos jours.
Des concepts audiovisuels modernes, des objets historiques, des visages des descendants des anciens esclaves, de la photographie, des antiquités entièrement restaurées et bien plus encore, donnent au musée les outils nécessaires pour raconter une histoire diversifiée d'interdépendance entre l'homme et la nature, l'histoire culturelle et l'histoire naturelle,.